# Hildelith
Hildelith, Hildelithe ou Hildilid est une religieuse anglo-saxonne active aux alentours de l'an 700. Elle est la deuxième abbesse de l'abbaye de Barking, dans l'Essex.

## Biographie
La plus ancienne source qui mentionne Hildelith est l'Histoire ecclésiastique du peuple anglais du chroniqueur northumbrien Bède le Vénérable, achevée en 731. D'après Bède, Hildelith succède à Æthelburh, la fondatrice du monastère double de Barking, dans l'Essex. Il ne donne pas de date pour la mort d'Æthelburh, mais le chroniqueur du XIIe siècle Jean de Worcester situe cet événement en 675.
Bède indique que Hildelith exerce la charge d'abbesse de Barking pendant de nombreuses années, jusqu'à sa vieillesse ; il ne précise pas la date de sa mort. Il rapporte qu'elle fait transférer les ossements de saints dans l'église du monastère, dédiée à la Vierge Marie, et décrit comment une femme aveugle aurait miraculeusement retrouvé la vue après avoir prié dans cet endroit.
Hildelith entretient des relations avec les principaux érudits anglais de son temps. Elle rapporte au missionnaire Boniface une vision de l'enfer qu'elle tenait d'un moine de l'abbaye de Much Wenlock, et Aldhelm de Sherborne lui dédie son De virginitate.

## Culte
Hildelith est l'une des trois saintes associées à l'abbaye de Barking, avec Æthelburh et Wulfhilde. Elle est le sujet d'une hagiographie de Goscelin de Saint-Bertin (fin du XIe siècle) et le chroniqueur Jean de Tynemouth relate également sa vie dans son Sanctilogium (milieu du XIVe siècle). Néanmoins, elle ne figure pas dans les calendriers de saints antérieurs à la conquête normande de l'Angleterre. Sa fête, le 24 mars, est encore observée à l'abbaye de Barking au début du XVe siècle.